# Electric Moon
Electric Moon sind eine psychedelische Space-Rock-Band aus Hessen, die im Jahr 2009 gegründet wurde.

## Geschichte und Stil
Electric Moon wurden im Herbst 2009 von Sula Bassana, Komet Lulu und dem Schlagzeuger Pablo Carneval gegründet. 2010 spielten sie ihre erste Live-Show auf dem Duna Jam auf Sardinien (Italien), gefolgt von verschiedenen Konzerten und Festivalauftritten. Ende 2010 verließ Pablo Carneval die Band, und Alex wurde der neue Drummer, bis zum Mai 2012. Einen Monat später kam Michael Orloff dazu und übernahm das Schlagzeug, bis schließlich im Herbst 2013 Marcus Schnitzler den Platz am Schlagwerk einnahm, der letztmals im Herbst 2016 live dabei war. Seit Mitte 2017 ist Pablo Carneval wieder Mitglied der Band, und damit waren sie nach sieben Jahren wieder in Originalbesetzung. Sula Bassana schied Anfang 2022 aus, ist aber in anderen Projekten aktiv.

„Monotoner Bass, episch-kraftvolles und gleichzeitig triebhaft-ethnisches Schlagzeugspiel, eine strudelnde Gitarre, Effektorgien und 3 Leute, die auf der Bühne gelenkt werden von der Magie des Augenblicks.“

„Die Live Shows sind eine einmalige Erfahrung, da Electric Moon immer spontan improvisieren. Alles zwischen monotonem Kraut und wildem Acid Rock ist möglich…“

„Lange psychedelische Stücke mit Einflüssen aus Doom, Spacerock und Noise sind das Markenzeichen von ELECTRIC MOON. Das Trio ist belegt mit Schlagzeug, Gitarre und Bass, was völlig ausreicht, um den Raum zu füllen. Energische und doch fließende Grooves, spacige Gitarren und ein monotoner Bass zeichnen den Sound dieser Band aus.“

„Lange spacige Stücke mit Einflüssen aus Psychedelic und Spacerock sind das Markenzeichen von Electric Moon. Nicht nur nach Einschätzung der Band kommen auch noch noisige und doomige Einflüsse hinzu. Das Trio ist mit Schlagzeug, Gitarre und Bass belegt. Selten gibt es etwas Orgel und weiblich-psychedelischen Gesang oder spaciges Geflüster.“

## Diskografie (Auswahl)
- 2010: Lunatics (CD/LP, Nasoni Records)
- 2011: Lunatics Revenge (LP, Nasoni Records)
- 2011: The Doomsday Machine (CD/2LP, Nasoni Records)
- 2011: Flaming Lake (2LP/CD-R, Sulatron Records)
- 2011: Inferno (CD-R/CD/2LP, Sulatron Records)
- 2012: Cellar Space Live Overdose (2LP, Sulatron Records)
- 2013: You Can See the Sound Of… (10" EP, Sulatron Records)
- 2014: Mind Explosion (2LP/CD, Sulatron Records)
- 2014: Innside Outside (LP, Great Pop Supplement)
- 2014: Lunatics & Lunatics Revenge (Reissue, 2CD/2LP, Sulatron Records)
- 2015: Theory of Mind (2LP/CD, Sulatron Records)
- 2017: Stardust Rituals (LP/CD, Sulatron Records)

mit Papir
- 2013: Papir meets Electric Moon – The Papermoon Sessions (CD/LP, Sulatron Records)
- 2015: Papir meets Electric Moon – The Papermoon Sessions live at Roadburn 2014 (CD/LP, Sulatron Records)